# Dnyeszter
A Dnyeszter (ukránul Дністер, románul Nistru) egy 1362 km hosszú folyó Ukrajna és Moldova területén. A Besszádokban ered, Ukrajnában, a lengyel határ mellett, és a Fekete-tengerbe ömlik. Egy rövid szakaszon természetes határt képez Moldova és Ukrajna között, majd keleti partjainál terül el a nemzetközileg el nem ismert Dnyeszter Menti Köztársaság.
Novodnyisztrovszknál vízerőmű található a folyón.

## Nevének eredete
Az ókori görög feljegyzések a folyót Tyras (Τύρας) néven említik. Mai nevét az indo-iráni eredetű szkíták vagy szarmaták adták, és eredeti formája *Danu-nazdyo azaz "innenső folyó" lehetett. Vasily Abaev oszét nyelvész felvetette, hogy a folyó neve a szkíta dānu (folyó), és a trák-dák Ister szavak összeolvadásából keletkezett. A folyó eredeti neve tehát Dān-Ister ("Ister folyó") lehetett. Az Al-Duna ókori neve szintén Ister volt. 

## Települések a folyó mentén
- Szambir
- Hotin
- Soroca
- Rîbnița
- Tighina
- Tiraspol
- Dnyeszterfehérvár

## Mellékvizek

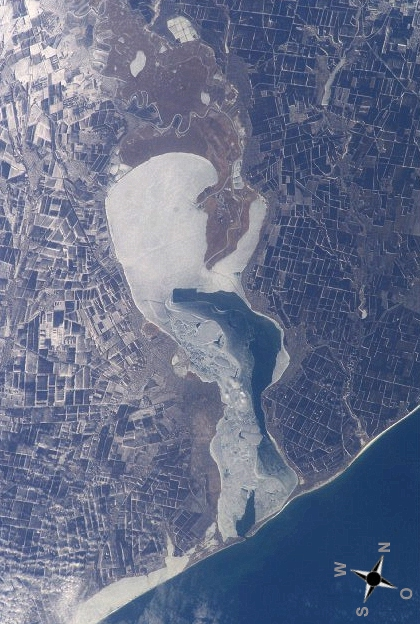
A Dnyeszter torkolata a Fekete-tengernél (műholdkép)

Jelentősebb mellékvizei (zárójelben a torkolattól mért távolság):
- Bîc
- Răut
- Szivka
- Limnicja
- Dzvina
- Ushytsia River
- Ljadova
- Yahorlyk River
- Kuchurhan
- Szkurtjanka
- Kamenka River, Nistru
- Koropets
- Hnizna
- Ribnicja
- Murafa River
- Barysh
- Botna
- Dzhuryn
- Ikel
- Luh
- Ternava
- Turunchuk River
- Shchyrets
- Svirzh
- Biloch
- Derlo
- Zhvan River
- Zubra
- Kalyus
- Karayets
- Kuna
- Litnianka
- Liubeshka
- Liutynka
- Linyna
- Markivka River
- Nemyia
- Ocna
- Onut
- Ruszava-folyó
- Sokyrianka
- Tlumach
- Chernytsia
- Yasenytsia
- Yablunka
- Viknytsia River
- Chern
- Szmotrics (bal, 795 km)
- Zsvancsik (bal part, 843 km)
- Zbrucs (bal, 846 km)
- Nyicslava (bal part, 885 km)
- Szeret (bal, 993 km)
- Sztripa (bal part, 996 km)
- Zolota Lipa (bal, 1089 km)
- Bisztricja (jobb, 1117 km)
- Hnila Lipa (bal, 1129 km)
- Lukva (jobb part, 1130 km)
- Szvicsa (jobb, 1168 km)
- Sztrij (jobb, 1190 km)
- Bisztricja Tiszmenicka (jobb, 1236 km)
- Verescsicja (bal part, 1238 km)
- Sztrivihor (bal part, 1266 km)
- Oreb (jobb, 1289 km)
- Kremjanka (jobb, 1301 km)
- Topilnicja (jobb part, 1327 km)